# Sven Mikser

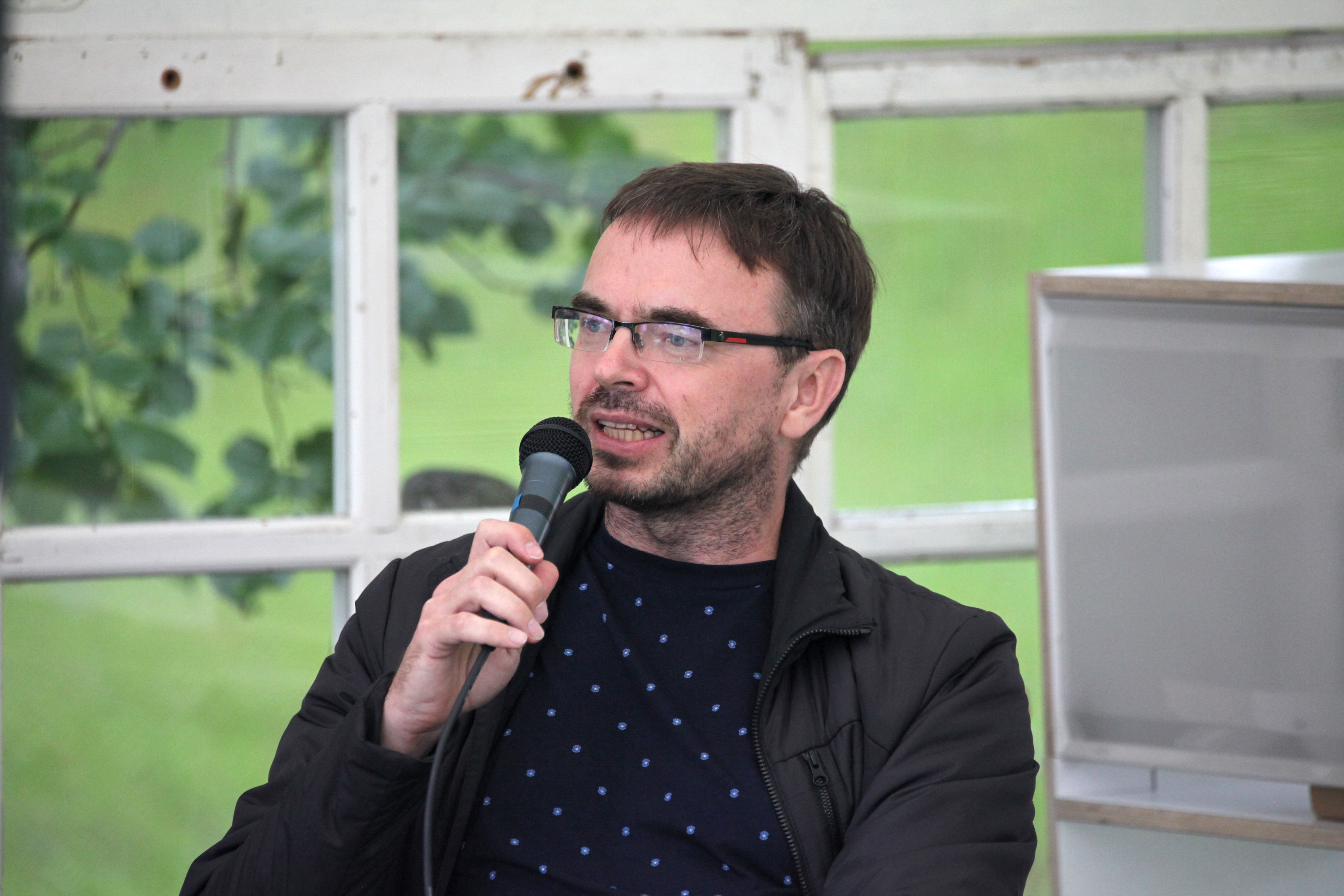
Sven Mikser (2021)

Sven Mikser (Tartu, 8 november 1973) is een Estische sociaaldemocratische politicus en een voormalig atleet. Sinds juli 2019 is hij lid van het Europees Parlement. Voordien was hij in Estland onder meer minister van Defensie (2002-2003 en 2014-2015) en minister van Buitenlandse Zaken (2016-2019).

## Biografie
Mikser volgde de opleiding Engelse taal en cultuur aan de Universiteit van Tartu, waar hij in 1996 afstudeerde. Hij deed meerdere malen mee aan de Estische kampioenschappen hinkstapspringen. Mikser behaalde drie bronzen medailles en een zilveren medaille. Tijdens zijn universitaire opleiding sloot hij zich aan bij de liberale Centrumpartij. 
Mikser was tussen 1996 en 1999 werkzaam als onderwijsassistent op de Universiteit van Tartu. Hij was aangesloten bij de afdeling Germaanse en Romaanse filologie. Tussen 1998 en 1999 was Mikser voorzitter van de jongerenafdeling van de Centrumpartij en was hij politiek secretaris van diezelfde partij. Bij de verkiezingen van 1999 werd hij voor het eerst verkozen tot lid van de Riigikogu, het Estische parlement. Sindsdien heeft Mikser, met enkele onderbrekingen in verband met ministersposten, in het Estische parlement gezeten. Tussen 2002 en 2003 was hij minister van Defensie in de regering van partijgenoot Siim Kallas. 
In 2005 stapte Mikser over naar de Sociaaldemocratische Partij (SDE). In oktober 2010 werd hij verkozen tot partijleider. Tijdens de parlementsverkiezingen van 2011 bereikte de SDE onder leiding van Mikser haar beste resultaat ooit. De SDE verwierf 17.1% van de stemmen, maar wist geen plaats te verwerven in de regering. Tussen 2014 en 2015 was Mikser opnieuw minister van Defensie in het eerste kabinet van Taavi Rõivas. In mei 2015 besloot hij zich niet opnieuw verkiesbaar te stellen als partijleider van de SDE.
Tussen november 2016 en april 2019 was Mikser minister van Buitenlandse Zaken in de eerste regering van Jüri Ratas. Bij de Europese parlementsverkiezingen van 2019 werd hij vervolgens verkozen als Europarlementariër.
- Gemeinsame Normdatei: 1110902506
- Virtual International Authority File: 9147121663026390358